# Rio Communities
Rio Communities è un comune degli Stati Uniti d'America, situato nello stato del Nuovo Messico, nella contea di Valencia.